# TBV
Tjänstemännens Bildningsverksamhet (TBV) är ett tidigare svenskt studieförbund som bildades 1935 av De Anställdas Centralorganisation (DACO), en föregångare till TCO.
Den 4 oktober 2004 gick TBV samman med Sensus studieförbund under namnet Sensus studieförbund.

## Rektorer
- 1947–1976: Per Sandberg[2]
- 1977–1982: Hans Almryd[2]
- 1983–1986: Lennart Larsson[2]
- 1986–1989: Ulf Mårtensson[2]
- 1989–1990: Georg Johansson[2]
- 1991–1994: Ulf Lindberg[2]
- 1994–1998: Håkan Wickström[2]
- 1999–2001: Ingegerd Sahlström[2]
- 2001–2003: Per Axel Landström[2]
- 2003–2004: Mats Spångberg[2]

## Ordförande
- 1935–1943: C Gösta Malmström[2]
- 1943–1963: Sven Hallnäs[2]
- 1963–1976: Hans Almryd[2]
- 1976–1984: John Eklööf[2]
- 1984–1986: Evert Brandgård[2]
- 1987–1994: Monica Englund[2]
- 1994: Björn Rosengren[2]
- 1995–1997: Rolf Blom[2]
- 1998–2004: Sten Persson[2]
- 2004–2005: Gunnar Johanson[2]